# Dreeke (Barnstorf)
Dreeke ist ein Ortsteil des Fleckens Barnstorf im Landkreis Diepholz in Niedersachsen. Zusammen mit den Ortsteilen Aldorf und Rechtern gehört er zum Flecken Barnstorf.
Dreeke liegt südwestlich des Kernortes Barnstorf an der B 51. Am östlichen Ortsrand fließt die Hunte. Zum Ortsteil gehört Mäkel, das nordwestlich des Kernortes Dreeke und westlich der B 51 liegt.